# Francesco Camerata Scovazzo
Francesco Camerata Scovazzo (Terranova di Sicilia, 1822 – 1895) è stato un politico italiano.

## Biografia
Fu eletto deputato nel Collegio elettorale di Mistretta nella VIII, nella IX e nella X legislatura del Regno d'Italia. Era cugino di Filippo Cordova e fratello dei deputati Lorenzo e Rocco.